# What She Came For
What She Came For è un singolo del gruppo indie rock Franz Ferdinand, estratto dal loro terzo album Tonight: Franz Ferdinand, uscito il 31 agosto del 2009.

## Il disco
L'uscita del singolo è stata ufficializzata dalla band al programma Tonight With Conan, noto talk-show inglese, in cui hanno tenuto una performance della stessa canzone.
L'uscita non ha visto l'accompagnamento di un videoclip, ma solo una release come EP digitale tramite piattaforme digitali legali.
Il singolo non ha ottenuto particolare notorietà.

## Tracce
Download digitale
1. What She Came For – 3:33

EP 7" remix
1. What She Came For (Drums of Death remix)
2. What She Came For (Tigerstyle remix)
3. What She Came For (Lee Mortimer vocal remix)
4. What She Came For (Lee Mortimer dub)